# Bixente Artola
Pour les articles homonymes, voir Artola.
Pas d'image ? Cliquez ici

a Compétitions nationales et continentales officielles uniquement.

b Matchs officiels uniquement.
Dernière mise à jour le 22 novembre 2019.
Bixente Artola, né le 29 septembre 1978 à Saint-Jean-de-Luz, est un joueur français de rugby à XV évoluant au poste d'ailier.

## Biographie
Formé au Stade hendayais, Bixente Artola rejoint le Biarritz olympique où il dispute ses premiers matchs en équipe première en 1998. Il remporte le Challenge Yves-du-Manoir en 2000. Après une grave blessure, il est contraint de mettre prématurément un terme à sa carrière en 2002. Il devient notamment entraîneur des Juniors d'Hendaye et préparateur physique du club,, puis dirigeant de la section handball.

## Carrière internationale
Il est sélectionné à six reprises en équipe de France des moins de 21 ans, disputant notamment la Coupe du monde en 1999 en Argentine, aux côtés notamment de Damien Traille, Jérôme Thion et Philippe Bidabé.